# Jan Śliwa (zakonnik)
Jan Śliwa (ur. 24 września 1953 w Myślenicach) – polski duchowny katolicki, dominikanin, doktor prawa kanonicznego.

## Życiorys
Jest synem Antoniego i Marii Bylicy. W 1968 ukończył szkołę podstawową w Trzebuni, a w 1973 Technikum Elektryczno-Mechaniczne w Dobczycach. W latach 1973–1974 odbył nowicjat u dominikanów w Poznaniu, a potem studiował w kolegium dominikańskim w Krakowie. 21 września 1980 złożył profesję uroczystą, a 20 czerwca 1981 otrzymał święcenia kapłańskie w Krakowie. Od 1981 do 1983 pracował w Prudniku. W latach 1983–1986 odbywał studia komplementarne na Wydziale Prawa Kanonicznego Akademii Teologii Katolickiej, gdzie otrzymał tytuł magistra. Od 1986 do 1989 odbywał studia doktoranckie na Papieskim Uniwersytecie Świętego Tomasza z Akwinu w Rzymie (Angelicum). W latach 1989–2001 był asystentem i adiunktem na Wydziale Prawa Kanonicznego ATK w Warszawie oraz wykładowcą prawa kanonicznego w Kolegium Filozoficzno-Teologicznym OO. Dominikanów w Krakowie.
Od 1994 do 1998 był prowincjałem polskiej prowincji dominikanów. W latach 2001–2003 pełnił funkcję kapelana sióstr urszulanek w Königstein, a potem duszpasterza w Monachium. W 2003 otrzymał tytuł profesora Angelicum. 1 stycznia 2005 został profesorem (tzw. stabile) i wicedziekanem Wydziału Prawa Angelicum. W 2009 powierzono mu funkcję konsultora Kongregacji ds. Duchowieństwa.